# Цепея австрийская
Цепея австрийская (лат. Caucasotachea vindobonensis) — наземный брюхоногий моллюск отряда лёгочных улиток из семейства гелицид.
Латинский видовой эпитет происходит от кельтского поселения Виндобона (Белая крепость), ныне Вена.

## Ареал
Вид встречается в ряде стран, в том числе: Австрии, Болгарии, Венгрии, Литве, Молдавии, Польше, Чехии, России, Украине.

## Описание

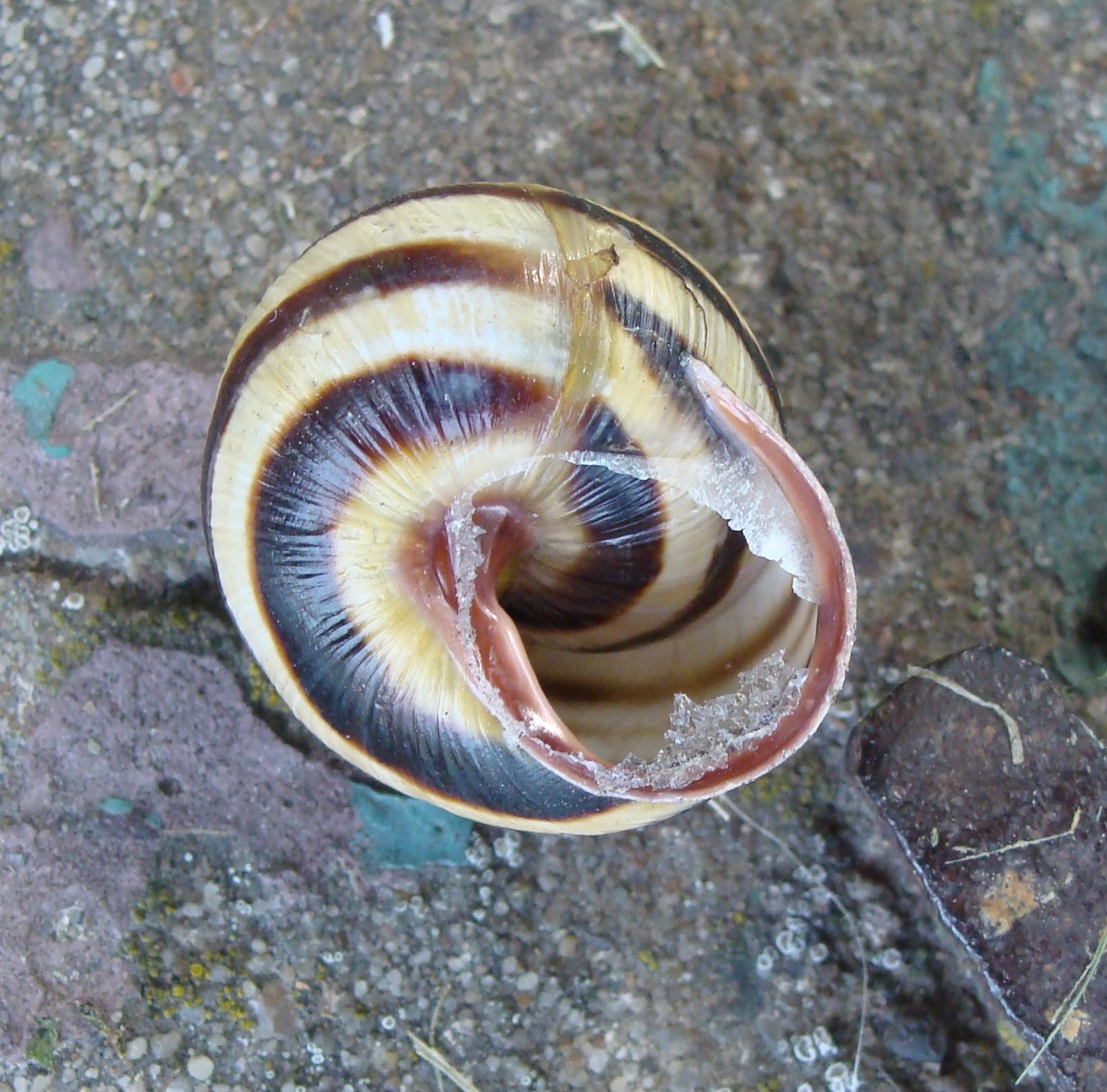
Обычная форма

У взрослых особей высота раковины колеблется преимущественно в диапазоне от 17 до 21 мм, ширина (диаметр) — от 20 до 25 мм. Имеет около 5 оборотов. Раковина от низко-кубаревидной (как у других видов рода Cepaea) до шаровидно-кубаревидной с высоким завитком. Пупок полностью закрытый, реже остается узкая щель между сильно отвернутым колумеллярным краем устья и нижней стенкой последнего оборота, которая, на самом деле, не совсем соответствует пупку. У молодых особей пупок узкий, частично прикрытый. В отличие от других видов Cepaea, поверхность раковины довольно грубо радиально исчерчена. Края устья и губа коричневатые (как минимум имеется коричневое пятно в районе пупка), реже — светлые. Раковина беловатая или желтоватая, почти всегда с 4—5 темными спиральными полосами. Иногда полосы светло-коричневые, словно размытые, почти сливаются с желтоватым или бежевым фоном раковины. Две верхние полосы часто значительно уже и светлее, чем остальные полосы.

Форма pallescens

Для данного вида характерен полихроматизм — существование нескольких цветовых разновидностей, в данном случае двух. Выделяется нормальная форма (пять тёмных полос на светлом фоне раковины и тёмная нога) и форма pallescens (пять светло-коричневых полос и светлая нога). Чаще всего в одной популяции встречаются особи и с той, и с другой формой.
В целом вид менее полиморфный, чем Cepaea nemoralis и C. hortensis. Пятая полоса проходит очень близко от пупка — ближе, чем у других видов.

## Размножение
Гермафродит. Откладка яиц в конце июля-начале августа. Моллюск проникает во влажную и достаточно рыхлую почву на глубину 2-4 см, чаще после полудня. В кладке 30-50 яиц. Средняя продолжительность жизни три года.

## Питание
Молодь питается детритом, грибами и лишайниками и придерживается нижних ярусов леса, поверхности почвы, подстилки. Взрослые улитки часто поднимаются по стволам деревьев, кустарников, по стеблям травянистых растений, которыми дополняют рацион.